# Gerald Gaß

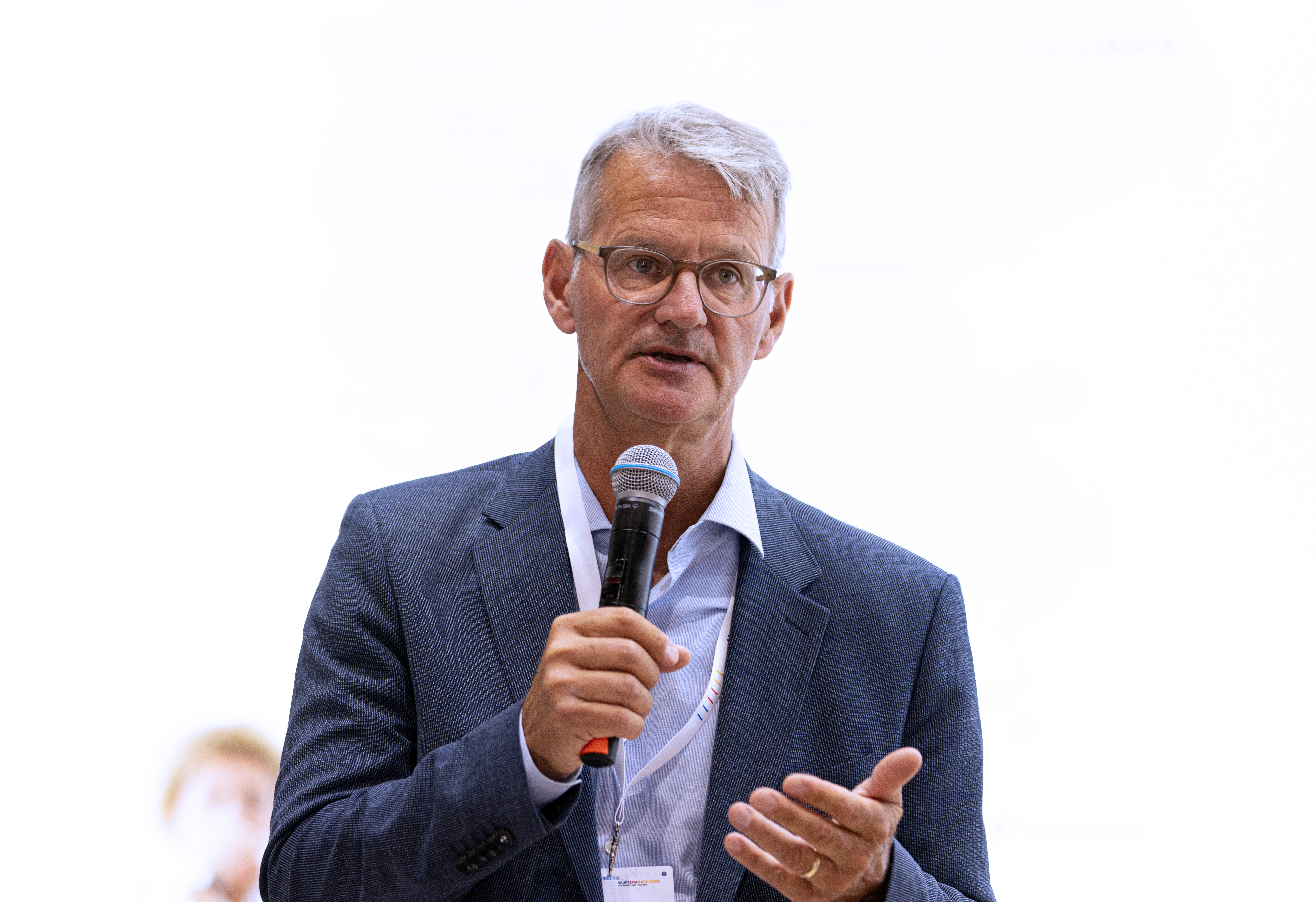
Gerald Gaß, Juni 2023 in Berlin

Gerald Gaß (* 1963 in Neustadt an der Weinstraße) ist Vorstandsvorsitzender der Deutschen Krankenhausgesellschaft.

## Beruf und Karriere
Gerald Gaß wurde zum 1. April 2021 Vorstandsvorsitzender der Geschäftsführung der Deutschen Krankenhausgesellschaft (DKG) und damit Nachfolger des in den Ruhestand getretenen DKG-Hauptgeschäftsführers Georg Baum.
Zuvor war der Diplom-Volkswirt und Diplom-Soziologe seit dem 1. Januar 2018 Präsident der Deutschen Krankenhausgesellschaft. Er führte bis 2021 als Geschäftsführer die Geschäfte des Landeskrankenhauses Rheinland-Pfalz mit Sitz in Andernach.
Bevor Gaß Geschäftsführer in Andernach wurde, leitete er von 2001 bis 2008 die Abteilung Gesundheit im rheinland-pfälzischen Arbeits- und Sozialministerium. Hier war er auch für die Aufsicht der Kassenärztlichen Vereinigung zuständig. Weiterhin war Gaß seit 2016 Vorsitzender der Krankenhausgesellschaft Rheinland-Pfalz und Mitglied des Vorstandes der DKG.

## Positionen als DKG-Vorstandsvorsitzender
Gaß spricht sich für eine umfassende Digitalisierung in den Krankenhäusern aus, so z. B. für die Nutzung eines digitalen Medikationsmanagements, von Spracherkennungssystemen und Elektronischer FallAkten. Zur Finanzierung forderte er im Jahr 2021 einen Zuschlag von 2 % auf alle Krankenhausrechnungen.

## Publikationen
- Betriebliche Arbeitskräftenachfrage und Strukturierung der Arbeitslosigkeit. Lang, Frankfurt (Main) 1996, zugleich Dissertation, Universität Frankfurt (Main) 1996, ISBN 978-3-631-30781-6.